# Inula perrieri
Inula perrieri là một loài thực vật có hoa trong họ Cúc. Loài này được (Humbert) Mattf. mô tả khoa học đầu tiên năm 1924.